# Елизарьев, Михаил Евгеньевич
Михаил Евгеньевич Елизарьев (р. 24 ноября 1963, Куйбышев) — советский и российский борец греко-римского стиля, чемпион СССР.

## Биография
Родился 24 ноября 1963 года в Куйбышеве. В 1968 году вместе с семьей переехал в Ульяновск. С 1975 года начал заниматься в секции греко-римской борьбы. В 1981 году окончил гимназию № 3 (ныне Мариинская гимназия) Ульяновска с золотой медалью. В 1985 году окончил Ульяновский государственный педагогический университет им. И. Н. Ульянова. Тренеры — В. И. Степченко, заслуженный тренер, А. И. Винник, заслуженный тренер.
Есть сын и две дочери, 1988, 1995 и 2005 г.р.

## Достижения
- 1981 — победитель Спартакиады школьников СССР.
- 1983 — победитель первенства СССР по молодёжи (Рига).
- 1983 — мастер спорта СССР.
- 1984 — мастер спорта международного класса.
- 1985 — победитель чемпионата СССР (Красноярск).
- 1985 — победитель чемпионата СССР.
- 1986 — победитель Спартакиады народов СССР (Минск).
- 1986 — победитель кубка мира (Чикаго, США).
- 1993 — победитель кубка мира (Хейнола, Финляндия).
- 1993 — заслуженный мастер спорта России.
- 1994 — победитель чемпионата России (Новосибирск).
- 1995 — чемпион Европы в командном зачёте, 6-е место в личном (Безонсон, Франция).
- 1996 — победитель чемпионата России (Тюмень).

Трёхкратный чемпион турнира им. Поддубного (1986, Ереван; 1993, Москва; 1994, Пермь)
Победитель и призёр международных турниров в Италии, Германии, Финляндии, Швеции, Норвегии, Алжире, Румынии.